# Remtjärnen (Laxsjö socken, Jämtland)
Remtjärnen är en sjö i Krokoms kommun i Jämtland och ingår i Indalsälvens huvudavrinningsområde.